# Marriage
Marriage é um romance de H.G.Wells lançado originalmente em 1912.

## Trilogia
O livro é o primeiro da trilogia aonde o autor aborda o tema casamento. Os outros dois livros são The Passionate Friends (1913) e The Wife of Sir Isaac Harman (1914). Um filme baseado no livro e com o mesmo título foi produzido em 1927, tendo Roy William Neill como diretor, e Virginia Valli como atriz principal.